# St. Ignatius Church (Wishaw)
Die St. Ignatius Church ist ein römisch-katholisches Kirchengebäude in der schottischen Stadt Wishaw in der Council Area North Lanarkshire. Das neogotische Gebäude liegt an der Young Street im Stadtzentrum. 2001 wurde die St. Ignatius Church in die schottischen Denkmallisten in der höchsten Kategorie A aufgenommen, während das Gebäude zuvor bereits in die Kategorie B einsortiert war. Die Kirche ist heute noch als solche in Verwendung.

## Geschichte
Das Gebäude wurde im Jahre 1865 fertiggestellt und am 21. Mai des Jahres eröffnet. Als Architekt war George Goldie für die Planung verantwortlich. Ein Glockenturm wurde im Jahre 1883 hinzugefügt. Eine Erweiterung von 500 auf 900 Sitzplätze zu Beginn des 20. Jahrhunderts half dem infolge von Gemeindezuwachs entstandenen Platzmangel ab. Hierbei wurde ein Seitenschiff hinzugefügt sowie das Hauptschiff verlängert, das zuvor auf Höhe des Glockenturms endete. Im Zuge der Erweiterung musste auch der Innenraum an das neue Gebäude angepasst werden. In den 1920er Jahren wurde ein dritter Beichtstuhl installiert.

## Beschreibung
Die St. Ignatius Church weist die Merkmale der neogotischen Architektur auf. Das mit einem Satteldach abschließende Hauptschiff endet im Westen an der Young Street. In die Fassade sind ebenerdig vier Spitzbogenfenster und in der Giebelfläche ein weiteres großes eingelassen. Der Eingang befindet sich rechts etwas zurückgesetzt vor dem Glockenturm. Die gegenüberliegende Ostseite endet in einer Apsis, die durch Lanzett-Zwillingsfenster beleuchtet wird. Der Glockenturm befindet sich an der Südseite hinter dem Eingangsbereich und vor dem Beginn des Seitenschiffs. Vor dem Anbau befand sich dort der Haupteingang, welcher noch heute erhalten ist. Die Stockwerke des dreistöckigen Turms sind durch Zierbänder abgetrennt. Es sind verschiedene blinde Spitzbögen sowie Spitzbogenfenster vorhanden. Der Turm schließt mit einem Pyramidendach ab. Alle Dächer sind mit grauen Schieferschindeln gedeckt.